# Leioproctus cyaneorufus
Leioproctus cyaneorufus là một loài Hymenoptera trong họ Colletidae. Loài này được Cockerell mô tả khoa học năm 1930.

## Hình ảnh

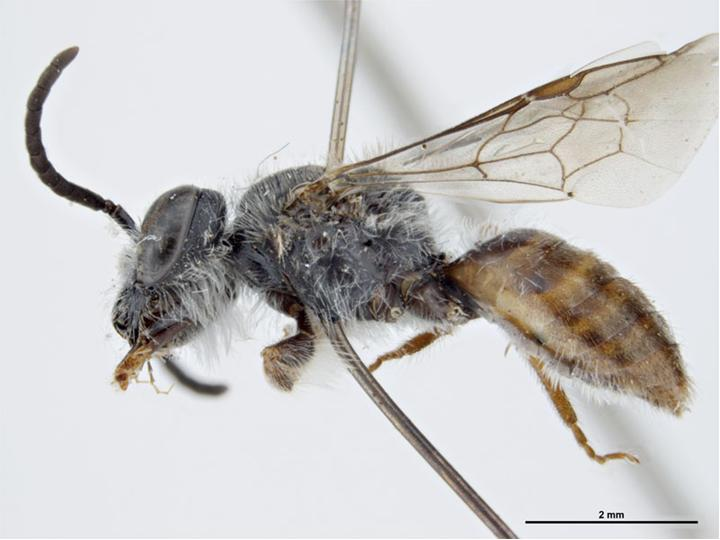